# 马特劳山

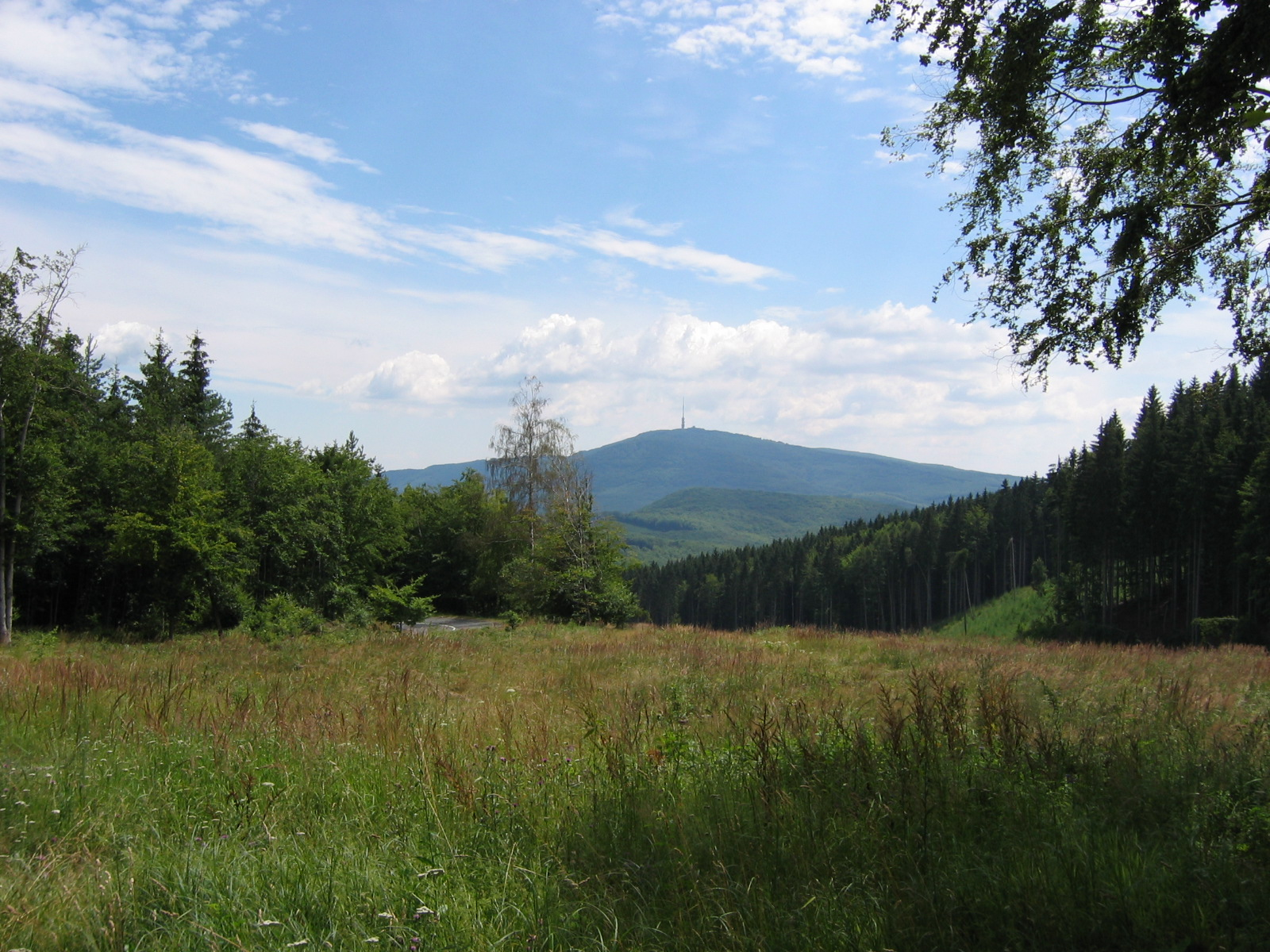
凯凯什峰（1014米）

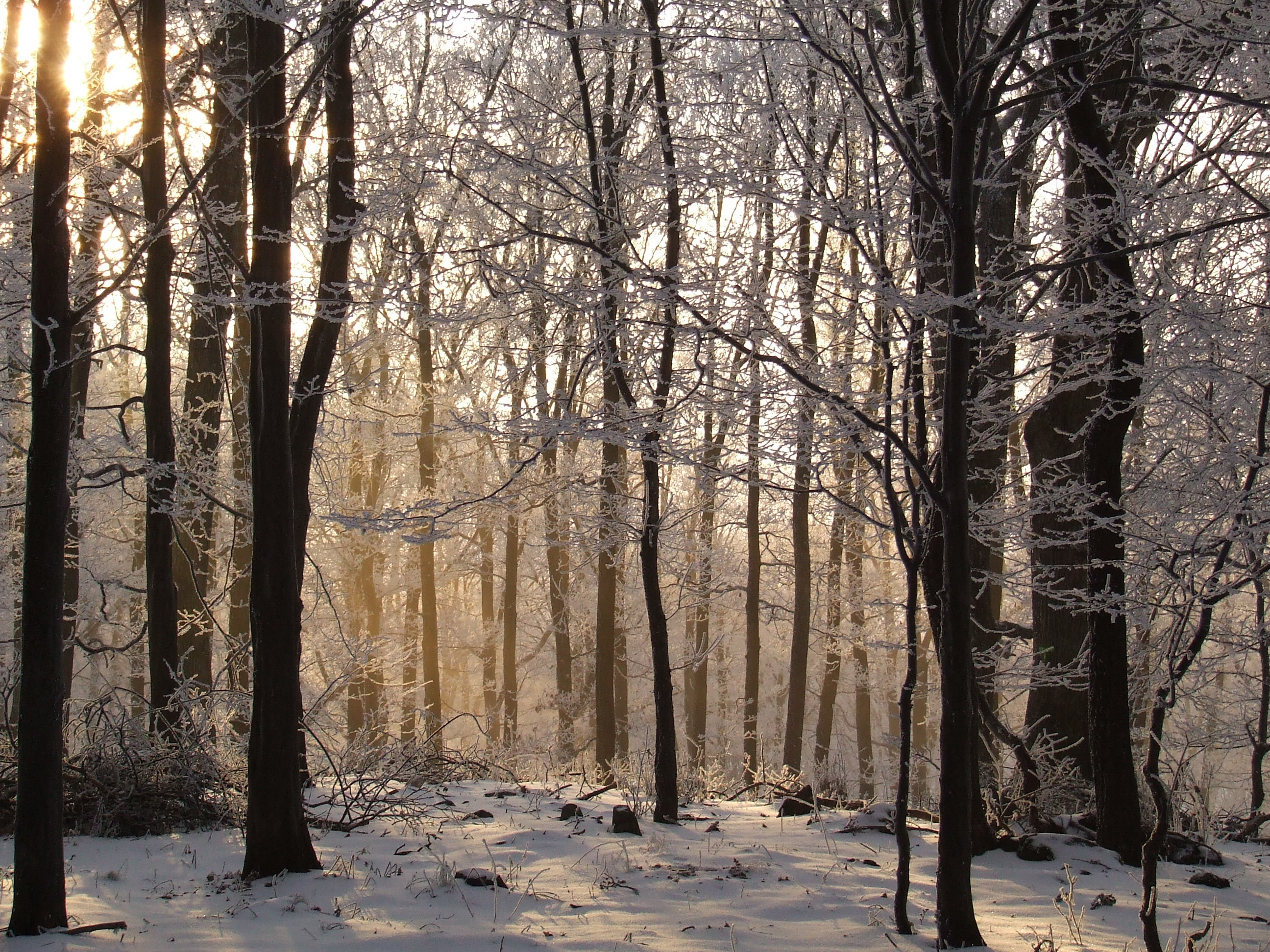
马特劳山冬天的山毛榉树林

马特劳山是匈牙利北部的一座山脉，位于珍珠市和埃格尔之间。匈牙利的最高峰凯凯什峰（1014米）属于该山脉。
马特劳山是北部山脉的一部分，处于欧洲火山带，坐落在陶尔瑙河与佐吉沃河流域之间。马特劳山可以分成几个独立的区域。西部的最高点为玛桥拉峰（805米）。马特劳山中部由马特劳贝克平原和一组火山锥组成（包括凯凯什峰和Galya峰）。陡峭险峻的山峰和遍地碎石的斜坡互相交错，覆盖着山毛榉森林。向南是平缓的山坡和平行的山谷，其中最大的一个被称作大峡谷（Nagy-völgy）。马特劳山的主入口是与山谷平行的大溪（Nagy-völgy）。从山脚下的葡萄园出发，游客可以到达树林密布的山峰。往东过了海拔898米的鹰石（Saskő）后，接着就是海拔650米到750米的马特劳山东部山峰群。马特劳山的北部被称作马特劳山脚（Mátralába），是一个小山区域，为一组海拔250米到400米的小火山锥，大部分耕作区在这里。